# توتشن اند (باركشير)
توتشن اند (بالإنجليزية: Touchen End)‏ هي قرية تقع في المملكة المتحدة في جنوب شرق إنجلترا.